# Abadia de Scharnitz
A abadia de Scharnitz (Kloster Scharnitz em alemão) foi um monastério da Ordem Beneditina em Mittenwald na Baviera.

## História
O mosteiro, dedicado aos santos Pedro e Paulo, foi fundado antes de 763 por Reginperto e Irminfredo, os quais acredita-se terem sido membros da nobre família bávara dos Huosi. Arbeo de Frisinga foi o primeiro abade. Todavia, entre 769 e 772, por recomendação de Arbeo, que havia tornado-se bispo de Passau em 764, o mosteiro foi restabelecido na abadia de Schlehdorf no Kochelsee, sob a direção de Atto, considerado o primeiro abade de Schlehdorf. Os motivos que levaram a esta mudança extemporânea não são conhecidos.